# Sergejewka (Kaliningrad)
Sergejewka (russisch Сергеевка, deutsch Klein Pentlack, litauisch Sergejevka) ist ein Ort in der russischen Oblast Kaliningrad (Gebiet Königsberg (Preußen)) und liegt im Südosten des Rajon Prawdinsk (Kreis Friedland (Ostpr.)). Sergejewka gehört zur Mosyrskoje selskoje posselenije (Landgemeinde Mosyr (Klein Gnie)).

## Geografie
Sergejewka an der Aschwöne (Swine, russisch: Putilowka) liegt an einer Nebenstraße, die Kamenka ((Groß) Pentlack) an der russischen Fernstraße A 197 (ehemalige deutsche Reichsstraße 139) mit Mosyr (Klein Gnie) an der Fernstraße R 508 verbindet. Eine Bahnanbindung besteht nicht.

## Geschichte
Das ehedem Klein Pentlack genannte Dorf gehörte 1874 bis 1945 zum Amtsbezirk Groß Pentlack (ab 1934 Amtsbezirk Pentlack, russisch: Kamenka) im Landkreis Gerdauen im Regierungsbezirk Königsberg der preußischen Provinz Ostpreußen. Im Jahre 1910 lebten hier 49 Menschen.
Infolge des Zweiten Weltkrieges kam Klein Pentlack mit dem gesamten nördlichen Ostpreußen zur Sowjetunion und wurde 1950 in „Sergejewka“ umbenannt.
Bis zum Jahre 2009 war der Ort innerhalb der seit 1991/92 russischen Oblast Kaliningrad in den Krylowski sowjet (Dorfsowjet Krylowo (Nordenburg)) eingegliedert. Aufgrund einer Struktur- und Verwaltungsreform ist Sergejewka seither eine als „Siedlung“ (possjolok) eingestufte Ortschaft in der Mosyrskoje selskoje posselenije (Landgemeinde Mosyr (Klein Gnie)) im Rajon Prawdinsk.

## Kirche
Kirchlich war die fast ausnahmslos evangelische Einwohnerschaft Klein Pentlacks bis 1945 nach Nordenburg (russisch: Krylowo) eingepfarrt und gehörte somit zum Kirchenkreis Gerdauen (russisch: Schelesnodoroschny) innerhalb der Kirchenprovinz Ostpreußen der Kirche der Altpreußischen Union.
Heute liegt Sergejewka in der Kirchenregion Tschernjachowsk (Insterburg) der Propstei Kaliningrad der Evangelisch-Lutherischen Kirche Europäisches Russland (ELKER).